# Frédéric Marques
Pour les articles homonymes, voir Marques (homonymie).
Frédéric Marques, né le 25 août 1978 à Aix-en-Provence, est un footballeur français international de beach soccer .

## Biographie

### Football
Frédéric Marques évolue d'abord pendant un peu plus de 10 ans pour l’AS aixoise, au poste de défenseur, puis dans les clubs de Rousset, des Milles, de Pertuis et de l'AS Gardanne. 
Il  joue ensuite dans des clubs professionnels au Portugal (CD Mafra et Arrifana) en 2e et 3e division entre 1998 et 2002. Mais à la suite de graves blessures aux genoux, il doit renoncer à jouer au haut niveau. 
En 2008, il retourne tout de même dans le club de l’UD Oliveirense pour effectuer une pige de 6 mois. 

### Beach soccer et futsal
Frédéric Marques découvre le football de plage en 2008 avec la Coupe du monde à Marseille.
Il participé pour la première fois au championnat de France lors de la saison 2011 avec le club de Sportrip. La saison suivante, il crée le club de Beach Soccer Aix et prend le rôle de président.
Il est ensuite invité par d’autres équipes pour participer à un tournoi international puis à la phase finale du championnat de France 2012 par Bonneveine BS. Il s’entraîne avec le Groupe France, participe à un stage de préparation avant la phase qualificative pour la Coupe du monde 2013, où il n'avait finalement pas été retenu, et est finalement retenu au mois d’août 2012. Lors de la super-finale du Championnat d'Europe 2012 à La Haye (Pays-Bas), il joue son premier match en bleu contre la République Tchèque et marque son 1er but contre les Pays-Bas.
En février 2013, il est de nouveau retenu avec la France pour effectuer une tournée de 3 matchs à Tahiti. Puis à la suite du titre de champion de France remporté avec Montredon Bonneveine, le coach Gerald Guidarini le rappelle pour participer au mois de mai à la Coupe d’Europe des Clubs Champions. Durant la compétition, Marques marque 4 buts. En avril 2013, il joue au Futsal dans le championnat de district de Provence pour le club de Marseille Beach Team. Le club monte en Élite et atteint la finale de la coupe de Provence. En 2013, il est invité par l'équipe suisse du Neuchâtel Xamax pour participer au Championnat de Suisse de beach soccer. Il est aussi appelé par Marseille Beach Team pour participer à la phase finale du Championnat de France 2013 qu'il remporte.
Au cours de la saison 2014, il rejoint l´équipe des Beach Kings Emmen dans le championnat Suisse. Et en parallèle, il poursuit son aventure avec MBT, qui se fera éliminer en phase régionale par les futurs champions de France 2014, l´équipe de Marseille 12e. Toujours dans l'optique de retrouver l´équipe de France et de jouer des matchs de haut niveau, il part effectuer un stage à Rio de Janeiro. Il a l´occasion de s´entraîner avec les trois grands clubs de Rio que sont Flamengo, Botafogo et Fluminense. Cette expérience hors du commun l´encourage à persévérer en continuant à s´entraîner même pendant la période hivernale. Il est finalement récompensé par tous ces efforts, puisque le sélectionneur de l´équipe de France le rappelle pour lui donner une nouvelle opportunité de vêtir la tunique bleue. 
L´équipe de France participe en février 2015 à deux matchs amicaux contre le Maroc, à Casablanca. Il joue aussi contre la Hongrie et l'Espagne. Marques est le joueur le plus utilisé en équipe de France en 2015 et aussi le meilleur buteur.

## Palmarès
- Championnat de France de beach soccer (2)
  - Champion : 2012 (Bonneveine) et 2013 (Marseille BT).